# Ralph Ellison
Ralph Waldo Ellison (1. březen 1914, Oklahoma City - 16. duben 1994, New York) byl americký spisovatel, romanopisec, esejista, literární kritik a akademik. Nejvíce se proslavil románem Neviditelný (Invisible Man), díky kterému získal v roce 1953 cenu National Book Award. Román pojednává o zkušenosti marginalizovaného černocha. Napsal také sbírku politických, společenských a kritických esejí Shadow and Act (1964) a sbírku Going to the Territory (1986). Posmrtně vyšel jeho román Juneteenth (1999), který byl sestaven z rozsáhlých rukopisných poznámek, které po sobě zanechal.

## Mládí
Ralph Waldo Ellison dostal své jméno po básníkovi Ralphu Waldo Emersonovi. Narodil se v Oklahoma City, Oklahoma otci Lewisovi Alfredu Ellisonovi a matce Idě Millsapové. Výzkum životopisců Lawrence Jacksona a Arnolda Rampersanda zjistil, že se narodil v roce 1913, tzn. rok předtím, než se obvykle udává. Byl druhým ze tří bratrů; prvorozený Alfred zemřel ještě jako dítě, mladší bratr Herbert Maurice (též Millsap) se narodil v roce 1916. Lewis Alfred Ellison byl majitelem malého obchodu a stavebním mistrem, zemřel v roce 1916 na následky úrazu, když mu do břicha vnikly úlomky z přibližně pětačtyřicetikilového kusu ledu, který spadl při nakládání do násypníku. Ellisonův otec miloval literaturu a zbožňoval svoje děti, takže Ellison v dospělosti zjistil, že jeho otec doufal, že se jeho syn stane básníkem.
Ellisonova matka se po smrti svého manžele Lewise třikrát znovu provdala. I tak byl ale jejich rodinný život poměrně nejistý a Ellison musel během mládí a dospívání pracovat v rozličných zaměstnáních, aby rodinu finančně podpořil. Během toho, co navštěvoval Douglas High School, si také našel čas, aby hrál za školní tým amerického fotbalu. Školu dokončil v roce 1931, rok pracoval a vydělal si dostatek peněz, aby mohl zaplatit zálohu na trubku, aby mohl hrát s místními hudebníky a zdokonalovat se dalšími hudebníi lekcemi.
Díky stipendiu se v roce 1933 dostal na Tuskegee Institute v Alabamě, kde studoval hudbu. Hudební katedra byla pravděpodobně nejproslulejší katedrou na škole, v jejím čele byl skladatel William L. Dawson. Ellisona vedl také vysokoškolský asistent hry na klavír Hazel Harrison. Ellison se během vyučovacích hodin věnoval především hudbě a svůj volný čas trávil v knihovně četbou moderních klasiků. Sám prohlásil, že momentem uvědomění pro něj byla četba básnické skladby T. S. Eliota Pustá země.
Už během dětství se u Ellisona projevil celoživotní zájem o zvukovou techniku, který začal rozebíráním a opětovným sestavováním rádií, později v dospělosti se Ellison přesunul ke konstrukci a upravování propracovaných hi-fi stereo systémů. Tuto svou vášeň popsal v eseji z prosince roku 1958 Living With Music, která vyšla v časopise High Fidelity. Akademik John S. Wright, zabývající se tvorbou a životem Ellisona, tvrdí, že tento um zapojovat a rozpojovat elektronická zařízení ovlivnil Ellisonův přístup k psaní a románové formě.

## Spisovatelská dráha
Ellison zůstal v Tuskegee do roku 1936, ale školu opustil, než splnil požadavky k získání titulu. V touze studovat sochařství a fotografování se přestěhoval do New Yorku, kde potkal několik umělců, kteří ho později v životě ovlivnili, např. umělec Romare Bearden nebo spisovatel Richard Wright (se kterým ho pojilo dlouhé a komplikované přátelství). Poté, co Ellison pro Wrighta napsal knižní recenzi, Wright ho povzbudil, aby byl spisovatelem z povolání. Ellisonova první publikovaná povídka byla Hymie’s Bull inspirovaná tuláctvím a cestováním vlakem Ellisona a jeho strýce, když spolu směřovali do Tuskegee. Mezi roky 1937 a 1944 vyšlo Ellisonovi přes 20 knižních recenzí, stejně jako povídek a článků v časopisech jako New Challenge nebo New Masses.
Wright byl později veřejně spojován s Komunistickou stranou USA a Ellison psal a editoval v komunistických publikacích, ačkoliv jeho spojitost s komunisty byla „menší“, jak tvrdí historička Carol Polsgroveová v knize Divided Minds. Wright i Ellison ztratili víru v komunistickou stranu během druhé světové války, když poznali, že strana zradila Afroameričany a nahradila marxistickou třídní politiku sociálním reformismem. V dopise z 18. srpna 1945 napsal Ellison Wrightovi o svém vzteku na vedení strany: "If they want to play ball with the bourgeoisie they needn't think they can get away with it. ... Maybe we can't smash the atom, but we can, with a few well chosen, well written words, smash all that crummy filth to hell." („Pokud chtějí hrát s buržoazií její hru, nemohou si myslet, že jim to jen tak projde. … Možná nedokážeme rozbít atom, ale pár dobře vybranými a napsanými slovy můžeme rozbít tu hnusnou špínu a smést ji do pekel.“) V důsledku ztráty iluzí začal Ellison psát Neviditelného, román, který byl částečně jeho odpovědí na zradu strany. Začal též pracovat jako redaktor čtvrtletníku The Negro.
V roce 1938 se Ellison seznámil s Rose Poindexterovou a brzy se přestěhoval do jejího bytu. Později v roce 1938 se vzali. Rose byla divadelní herečka a ve své kariéře pokračovala i po sňatku s Ellisonem.
Na počátku druhé světové války byl Ellison zařazen na základě systému Selective Service System do skupiny 1A, tedy jako způsobilý k tomu, aby narukoval. To se ale nestalo. Ke konci války se nechal zapsat k námořníkům do Merchant Marine Service. V roce 1946 se oženil se svou druhou ženou Fanny McConnellovou. Ta pracovala jako fotografka, aby Ellisona uživila. Během let 1947 až 1951 Ellison vydělal nějaké peníze psaním knižních recenzí, většinu času ale trávil psaním Neviditelného. Jeho žena mu pomáhala přepisovat jeho rukopis a později editovat strojopisný text.
Neviditelný vyšel v roce 1952 a pojednává o hledání lidské identity a místa ve společnosti z perspektivy bezejmenného černocha žijícího v New Yorku 30. let 20. století. V kontrastu se svými současníky, jako byli Richard Wright nebo James Baldwin, Ellison vytvořil postavy, které jsou nad věcí, vzdělané, jasně a pohotově se vyjadřující a vědomé si sebe sama. Skrze hlavního protagonistu Ellison zkoumá rozdíly mezi rasismem amerického Jihu a Severu a jeho odcizující efekt. Vypravěč je neviditelný v přeneseném slova smyslu, lidé ho odmítají vidět a on zažívá pocit odloučení. Román se zabývá tabuizovanými tématy, jako je incest a kontroverzní stránky komunismu, a získal americkou cenu National Book Award for fiction roku 1953.
Tato cena se stala jeho vstupenkou do americké literatury. Zklamán zkušeností s komunistickou stranou využil svoji nově nabytou slávu k tomu, aby obhajoval literaturu jako nástroj morálky. V roce 1955 podnikl cestu do Evropy, kde cestoval a dával přednášky. Na čas se usadil v Římě, kde napsal esej, která se objevila roku 1957 v antologii nakladatelství Bantam nazvané A New Southern Harvest. Robert Penn Warren pobýval v Římě ve stejnou dobu jako Ellison a tito dva spisovatelé se stali blízkými přáteli. Později Warren vedl s Ellisonem rozhovor ohledně jeho názorů na rasu, historii a Afroamerické hnutí za občanská práva, který použil ve své knize Who Speaks for the Negro? V roce 1958 se Ellison navrátil do USA a vyučoval americkou a ruskou literaturu na Bard College a začal pracovat na svém druhém románu Juneteenth. Během 50. let 20. století si dopisoval se svým celoživotním přítelem spisovatelem Albertem Murrayem. V dopisech komentovali vývoj svých životních profesí, Afroamerické hnutí za občanská práva a další společné zájmy včetně jazzu. Mnoho z těchto dopisů bylo otištěno ve sbírce Trading Twelves (2000).
V roce 1964 Ellison vydal sbírku esejí Shadow and Act a začal učit na Rutgers University a Yale University, zatímco stále pracoval na svém románu. O rok později vyšla anketa dvou set předních literárních osobností, která román Neviditelný prohlásila za nejdůležitější román po druhé světové válce.
V roce 1967 postihl Ellisonův dům v Plainfield ve státě Massachusetts požár, který zničil více než tři sta rukopisných stran Ellisonova druhého románu. Pokud jde o umění románu, perfekcionista Ellison při přijímání ceny National Book Award za Neviditelného prohlásil, že se pouze pokusil o velký román, a navzdory ocenění byl s knihou nespokojen. Svého druhého románu nakonec napsal přes 2000 stran, ale nikdy ho nedokončil.
Psal eseje o životní zkušenosti černocha a o lásce k jazzu a nadále získával významná ocenění. V roce 1969 dostal Prezidentskou medaili svobody, následující rok se stal rytířem francouzského Řádu umění a literatury a stal se stálým členem New York University.
Roku 1975 byl Ellison zvolen do společnosti The American Academy of Arts and Letters a jeho rodné město Oklahoma City ho poctilo tím, že po něm pojmenovalo knihovnu (Ralph Waldo Ellison Library). Ellison i nadále učil a publikoval hlavně eseje. V roce 1984 získal od New York City College medaili Langston Hughes Medal, v roce 1985 obdržel medaili National Medal of Arts. V roce 1986 vyšla jeho kniha Going to the Territory, což je sbírka sedmnácti esejí obsahující pohledy na jižanského spisovatele Williama Faulknera, Ellisonova přítele Richarda Wrighta, hudbu Dukea Ellingtona a přispění Afroameričanů k americké národní identitě.

## Sklonek života
V roce 1992 Ellison obdržel cenu za mimořádný úspěch od Anisfield-Wolf Book Awards, jeho umělecký úspěch zahrnoval práci sochaře, hudebníka, fotografa, vysokoškolského profesora a spisovatele. Učil na Bard College, Rutgers University, University of Chicago a New York University. Byl také zakládajícím členem literární společnosti Fellowship of Southern Writers.
Ellison zemřel 16. dubna 1994 na rakovinu slinivky a byl uložen do krypty na hřbitově Trinity Church Cemetery v New Yorku. Jeho žena Fanny (1911-2005) ho přežila, zemřela 19. listopadu 2005, osm dní před nedožitými 94. narozeninami.
Po Ellisonově smrti se v jeho domě našlo více rukopisů, z nichž vznikla kniha Flying Home and Other Stories (1996). Jeho druhý román Juneteenth vyšel v roce 1999 po editaci Johna F. Callahana, profesora na Lewis & Clark College, který byl rovněž správcem Ellisonovy literární pozůstalosti. Jde o 368stránkové zestručnění více než 2000 Ellisonových stránek, které napsal v průběhu čtyřiceti let. Všechny rukopisy tohoto nedokončeného románu byly vydány souborně 26. ledna 2010 pod názvem Three Days Before the Shooting… vydavatelstvím Modern Library.

## Dílo
- Neviditelný (Invisible Man, 1952; česky Odeon 1981, překlad Luba a Rudolf Pellarovi) - Existenciální román o černochovi, intelektuálovi a bojovníkovi za lidská práva, který odejde z jihu USA do New Yorku, aby se vyhnul rasismu, avšak setkává se s rasismem znovu, byť sofistikovanějším. Byl oceňován kritikou zejména za vytvoření nového typu černošského hrdiny, hrdiny, který je schopen sebereflexe. Dodnes je považován za základní dílo americké černošské literatury.
- Shadow and Act (1964) - sbírka esejí
- Going to the Territory (1986) - sbírka esejí
- The Collected Essays of Ralph Ellison (1995) - sbírka esejí
- Flying Home and Other Stories (1996) - povídky
- Juneteenth (1999) - román
- Trading Twelves: The Selected Letters of Ralph Ellison and Albert Murray (2000) - soubor dopisů
- Living with Music: Ralph Ellison's Jazz Writings (2002) - soubor esejí
- Three Days Before the Shooting… (2010) - román